# ائل تپه سی
ائل تپه سی مربوط به دوره اشکانیان است و در شهرستان گرمی، بخش مرکزی، دهستان اجارود شمالی، روستای قزل گونی واقع شده و این اثر در تاریخ ۱۲ شهریور ۱۳۸۶ با شمارهٔ ثبت ۱۹۴۱۷ به‌عنوان یکی از آثار ملی ایران به ثبت رسیده است.